# Trixis michuacana
Trixis michuacana là một loài thực vật có hoa trong họ Cúc. Loài này được Lex. miêu tả khoa học đầu tiên năm 1824.